# Olympische Winterspiele 1936/Teilnehmer (Lettland)
| Gelbes Symbol für Goldmedaillen mit stilisierten Olympischen Ringen | Graues Symbol für Silbermedaillen mit stilisierten Olympischen Ringen | Braundes Symbol für Bronzemedaillen mit stilisierten Olympischen Ringen |
| ------------------------------------------------------------------- | --------------------------------------------------------------------- | ----------------------------------------------------------------------- |
| —                                                                   | —                                                                     | —                                                                       |

Lettland nahm an den IV. Olympischen Winterspielen 1936 in Garmisch-Partenkirchen mit einer Delegation von 26 Athleten teil.

## Teilnehmer nach Sportarten

### Eishockey(11)
Männer (Platz 13)
- Aleksejs Auziņš
- Reinis Bluķis
- Arvīds Jurgens
- Herberts Kušķis
- Roberts Lapainis
- Kārlis Paegle
- Arvīds Petersons
- Ādolfs Petrovskis
- Jānis Rozītis
- Leonīds Vedējs
- Jānis Bebris

### Eiskunstlauf(4)
Männer
| Sportler     | Veranstaltung     | CF | FS | Platzierung | Punkte | Gesamtplatz |
| ------------ | ----------------- | -- | -- | ----------- | ------ | ----------- |
| Verners Auls | Männer Einzellauf | 25 | 25 | 175         | 222.6  | 25          |

Frauen
| Sportler      | Veranstaltung     | CF | FS | Platzierung | Punkte | Gesamtplatz |
| ------------- | ----------------- | -- | -- | ----------- | ------ | ----------- |
| Alise Dzeguze | Frauen Einzellauf | 24 | 23 | 161         | 280.9  | 23          |

Paare
| Sportler                         | Punkte | Ergebnis | Platzierung |
| -------------------------------- | ------ | -------- | ----------- |
| Hildegarde Švarce Eduards Gešels | 149    | 7.5      | 17          |

### Eisschnelllauf(3)
Männer
| Veranstaltung | Sportler         | Rennen  | Rennen |
| Veranstaltung | Sportler         | Zeit    | Rang   |
| ------------- | ---------------- | ------- | ------ |
| 500 m         | Jānis Andriksons | 45.9    | 16     |
| 500 m         | Alfons Bērziņš   | 45.7    | 14     |
| 1500 m        | Jānis Andriksons | 2:28.9  | 23     |
| 1500 m        | Alfons Bērziņš   | 2:25.8  | 18     |
| 5000 m        | Jānis Andriksons | 9:15.0  | 30     |
| 5000 m        | Arvīds Lejnieks  | 9:11.9  | 29     |
| 5000 m        | Alfons Bērziņš   | 8:53.4  | 18     |
| 10.000 m      | Arvīds Lejnieks  | 18:41.2 | 23     |
| 10.000 m      | Alfons Bērziņš   | 18:22.5 | 19     |

### Nordische Kombination(1)
Männer
| Sportler        | Veranstaltung | Skilanglauf | Skilanglauf | Skilanglauf | Skispringen | Skispringen | Skispringen  | Skispringen | Gesamt | Gesamt |
| Sportler        | Veranstaltung | Zeit        | Punkte      | Rang        | Weite 1     | Weite 2     | Gesamtpunkte | Rang        | Punkte | Rang   |
| --------------- | ------------- | ----------- | ----------- | ----------- | ----------- | ----------- | ------------ | ----------- | ------ | ------ |
| Edgars Gruzītis | Einzel        | 1'35:22     | 134.6       | 44          | 35.0        | 36.5        | 148.1        | 43          | 282.7  | 42     |

### Ski Alpin(3)
| Sportler             | Veranstaltung | Abfahrt | Abfahrt | Slalom         | Slalom | Slalom | Gesamt       | Gesamt |
| Sportler             | Veranstaltung | Zeit    | Rang    | Zeit 1         | Zeit 2 | Rang   | Gesamtpunkte | Rang   |
| -------------------- | ------------- | ------- | ------- | -------------- | ------ | ------ | ------------ | ------ |
| Askolds Hermanovskis | Kombiniert    | 13:22.4 | 56      | 3:18.0 (+0:12) | DSQ    | –      | DNF          | –      |
| Herberts Bērtulsons  | Kombiniert    | 13:00.6 | 55      | 3:06.1         | DSQ    | –      | DNF          | –      |

Frauen
| Sportler          | Veranstaltung | Abfahrt | Abfahrt | Slalom         | Slalom | Slalom | Gesamt       | Gesamt |
| Sportler          | Veranstaltung | Zeit    | Rang    | Zeit 1         | Zeit 2 | Rang   | Gesamtpunkte | Rang   |
| ----------------- | ------------- | ------- | ------- | -------------- | ------ | ------ | ------------ | ------ |
| Mirdza Martinsone | Kombiniert    | 15:21.6 | 36      | 3:08.3 (+0:12) | DSQ    | –      | DNF          | –      |

### Skilanglauf(4)
Männer
| Veranstaltung | Sportler          | Rennen  | Rennen |
| Veranstaltung | Sportler          | Zeit    | Rang   |
| ------------- | ----------------- | ------- | ------ |
| 18 km         | Kārlis Bukass     | 1'42:57 | 69     |
| 18 km         | Alberts Riekstiņš | 1'42:16 | 67     |
| 18 km         | Herberts Dāboliņš | 1'34:20 | 58     |
| 18 km         | Pauls Kaņeps      | 1'31:44 | 50     |

Männer 4 × 10 km Staffel
| Sportler                                                         | Rennen  | Rennen |
| Sportler                                                         | Zeit    | Rang   |
| ---------------------------------------------------------------- | ------- | ------ |
| Herberts Dāboliņš Pauls Kaņeps Edgars Gruzītis Alberts Riekstiņš | 3'26:08 | 13     |